# Gaponovski
Gaponovski (del ruso: Гапоновский) es un jútor del raión de Krymsk del krai de Krasnodar, en Rusia. Está situado en las vertientes septentrionales del extremo de poniente del Cáucaso Occidental, en una zona de montañas boscosas, en la cabecera del río Psyzh, afluente del Adagum, de la cuenca del Kubán, 14 km al sur de Krymsk y 89 km al oeste de Krasnodar. Tenía 49 habitantes en 2010
Pertenece al municipio Nizhnebakanskoye.